# Aurel Percă
Aurel Percă (n. 15 august 1951, Săbăoani, regiunea Bacău, România) este din 11 ianuarie 2020 arhiepiscop și mitropolit al Arhidiecezei de București.

## Biografie
Aurel Percă s-a născut la data de 15 august 1951, în satul Săbăoani (situat, pe atunci, în Regiunea Bacău). După absolvirea școlii elementare și a liceului în Săbăoani, în anul 1969 a intrat ca student la Seminarul Catolic din Iași, pe care l-a absolvit în anul 1979. 
A fost hirotonit preot la data de 29 iunie 1979 la Iași de către episcopul auxiliar Antal Jakab de Alba Iulia, după care a fost numit vicar parohial în Parohia „Sf. Nicolae” din Bacău. În noiembrie 1980 a fost trimis de administratorul diecezan Petru Gherghel la studii de specializare la Roma, unde a obținut licența în teologia orientală, la Institutul Pontifical Oriental (1983), și în teologie morală, la Academia “Alfonsianum” (1985). 
În anul 1985 a revenit în țară și a fost numit cancelar la ordinariatul Episcopiei de Iași și în același timp profesor de teologie morală și patrologie la Institutul Teologic Romano-Catolic "Sfântul Iosif" din Iași. Între anii 1989 și 1994 a fost rector al Seminarului Romano-Catolic din Iași. 
După revoluția din decembrie 1989 s-a renunțat la numerus clausus (numărul seminariștilor ce era impus, din anul 1958, de către Departamentul Cultelor) și s-au primit atâția studenți câți avea nevoie Dieceza de Iași; mulți studenți au fost trimiși să-și continue studiile în străinătate; unii profesori au primit burse de specializare la universitățile catolice din Occident; regulamentul și programele analitice au fost restructurate; biblioteca s-a mărit prin achiziționare de numeroase cărți din străinătate; s-a reluat editarea revistei Seminarului diecezan, "Drumuri deschise"; diplomele de absolvire eliberate de Seminarul diecezan au început să fie recunoscute de către Ministerul Învățământului și Științei, Seminarul a fost vizitat de numeroase personalități din țară și străinătate, clădirile Seminarului au fost extinse (D1 și D2); terenurile aparținând Seminarului au fost retrocedate etc. 
De asemenea, în această perioadă, a fost deschisă Facultatea de Teologie Didactică pentru Laici, iar Seminarul Teologic Liceal a fost desprins de Institutul Teologic de la Iași și transferat la Bacău. Apoi, s-au inițiat demersurile pentru afilierea Institutului Teologic "Sf. Iosif" la Facultatea de Teologie din Lateran. Pr. Aurel Percă este autor al mai multor cursuri, destinate seminariștilor și preoților. 
La 1 august 1994 Aurel Percă a fost numit vicar general al Episcopiei Romano-Catolice de Iași, continuând să predea teologia morală la Institutul Teologic. În această perioadă l-a susținut pe episcopul Petru Gherghel atât în activitatea pastorală internă, cât și în relațiile cu diferite asociații și organizații din străinătate.

## Episcop auxiliar de Iași

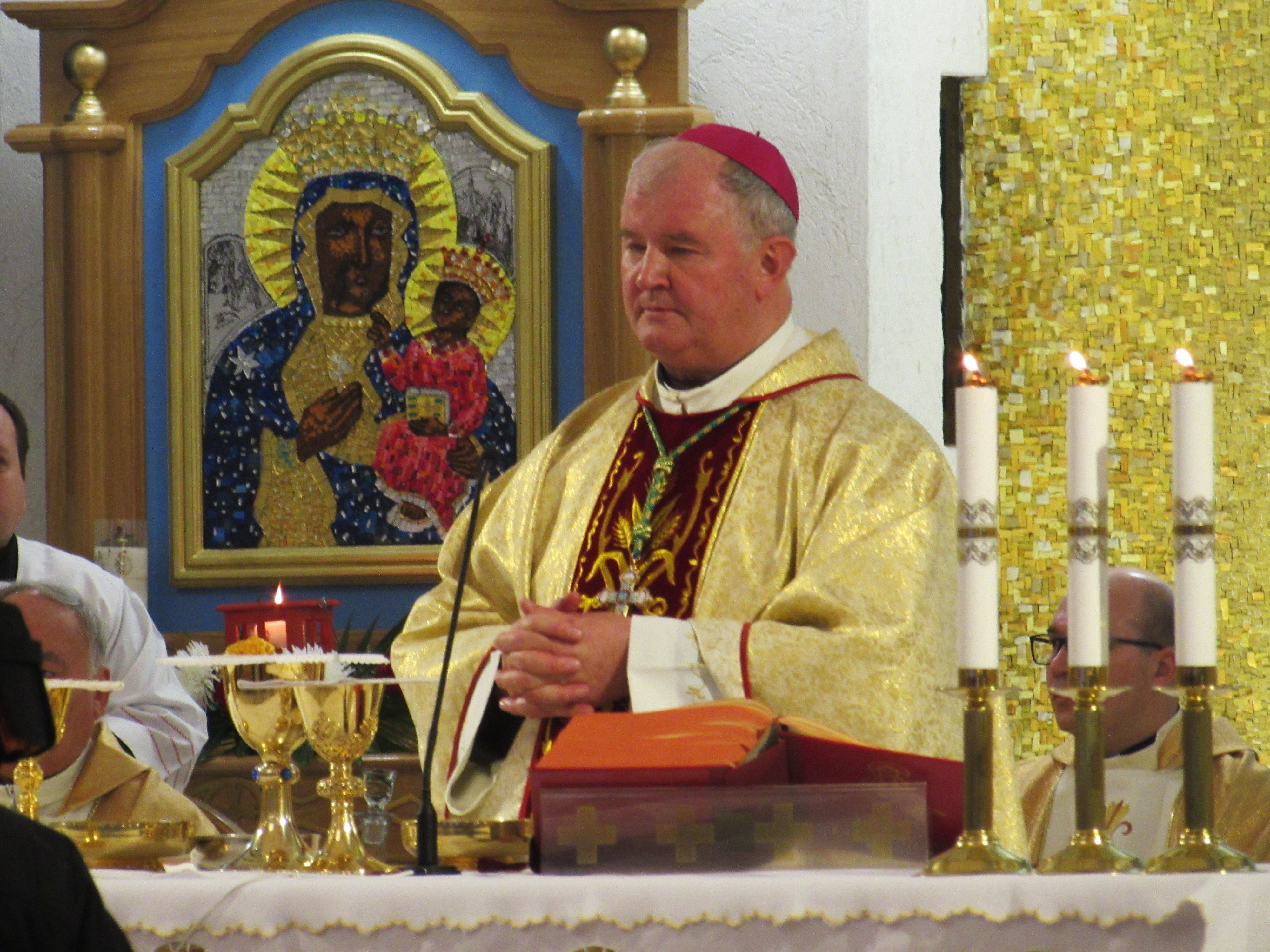
Episcopul romano-catolic Aurel Percă.

În data de 29 septembrie 1999 papa Ioan Paul al II-lea l-a numit pe Aurel Percă în funcția de episcop auxiliar pentru Dieceza de Iași, acordându-i titlul canonic de episcop titular de Mauriana. Consacrarea episcopală a avut loc în Catedrala nouă din Iași la 8 decembrie 1999, episcopi consacratori fiind Petru Gherghel, episcop de Iași, Jean-Claude Périsset, nunțiu apostolic în România, și Ioan Robu, arhiepiscop și mitropolit de București. El și-a ales ca motto al stemei episcopale versetul '"Rămâneți înrădăcinați și întemeiați în iubire" (Ef 3,16). 
În perioada păstoririi ca episcop auxiliar de Iași, PS Aurel Percă a celebrat, singur sau alături de episcopul Petru Gherghel, numeroase sfințiri de biserici și hirotoniri de preoți și diaconi. De asemenea, a efectuat și o serie de vizite pastorale pe întreg cuprinsul Diecezei de Iași. 
Episcopul auxiliar Aurel Percă al Diecezei Romano-Catolice de Iași a fost prezent la cea de-a XVII-a Zi Mondială a Tineretului, din perioada 23-28 iulie 2002, în Toronto (Canada). În perioada 9-16 noiembrie 2003 a fost invitat în Dieceza de Lodi (Italia) pentru a participa la Ziua Mondială a Migranților și Transfugilor, care se celebrează la această dată în toată Italia. Cu această ocazie a celebrat o liturghie la Padova, la care au participat peste 400 de catolici, în marea lor majoritate din Dieceza de Iași. Cu privire la comunitatea românilor din Padova, episcopul Aurel Percă a declarat: "Este o comunitate vie, dinamică; credincioșii răspund la inițiativele responsabilului pastoral. S-a putut constata acest lucru la celebrarea sfintei Liturghii și a Mirului, când credincioșii au participat foarte activ la Liturghie și au ținut să respecte specificul celebrărilor din Moldova".

## Arhiepiscop și mitropolit de București
Papa Francisc l-a numit în ziua de 21 noiembrie 2019 ca arhiepiscop și mitropolit de București. Instalarea sa în funcție a avut loc în data de 11 ianuarie 2020, în cadrul unei liturghii solemne celebrate în Catedrala "Sf. Iosif" din București.